# Antarktisz
Antarktisz (más néven Déli-sarkvidék) a déli szélesség 60. fokától délre fekvő térség neve, a Föld legszélsőségesebb területe. Neve a görög ἀνταρκτικός (antarktikosz) szóból ered, jelentése „az Arktisszal szemben”. Magába foglalja a szűkebb értelemben vett Antarktika kontinenst, valamint számos szigetet (Déli-Georgia és Déli-Sandwich-szigetek, Déli-Orkney-szigetek, Déli-Shetland-szigetek). Területe mintegy 14,2 millió km². A tudományos kutatóállomások személyzetét nem számítva lakatlan terület. Sokszor nevezik a Föld legnagyobb sivatagjának, mert éghajlata rendkívül száraz. Az Antarktisz szárazföldi jégtakarója az üledékminták lenyomatai alapján megközelítőleg 33,6 millió éves.
2007. május 15-én a NASA új felvételeket közölt megolvadt Nyugat-Antarktiszi területekről, ami azért drámai, mert kezd beigazolódni a tudósok azon feltevése, hogy a globális felmelegedés miatt Nyugat-Antarktisz és Kelet-Antarktisz jege ketté fog szakadni.

## Felfedezése
1773. január 17-én James Cook átlépte a déli sarkkört, de csupán jéghegyeket látott.
1819-ben felfedezték a Déli-Shetland-szigeteket, ahova később rengeteg fókavadász érkezett. A „fókabőr-láz” kis híján a medvefókák kihalásához vezetett.
1820-ban Fabian Gottlieb von Bellingshausen látta először a partokat a Vosztok nevű hajóról, de nem tette a lábát a kontinensre.
1895-ben Carsten Borchgrevink norvég biológus volt az első kutató a földrészen.
1908-ban Ernest Shackleton 180 km-rel a Déli-sark előtt kénytelen volt visszafordulni.
1911. december 14-én a norvég Roald Amundsen elsőként érte el a Déli-sarkot. Robert Falcon Scott angol kutatónak ez csak 1912. január 18-án sikerült (a visszaúton Scott meghalt).

## Földrajza

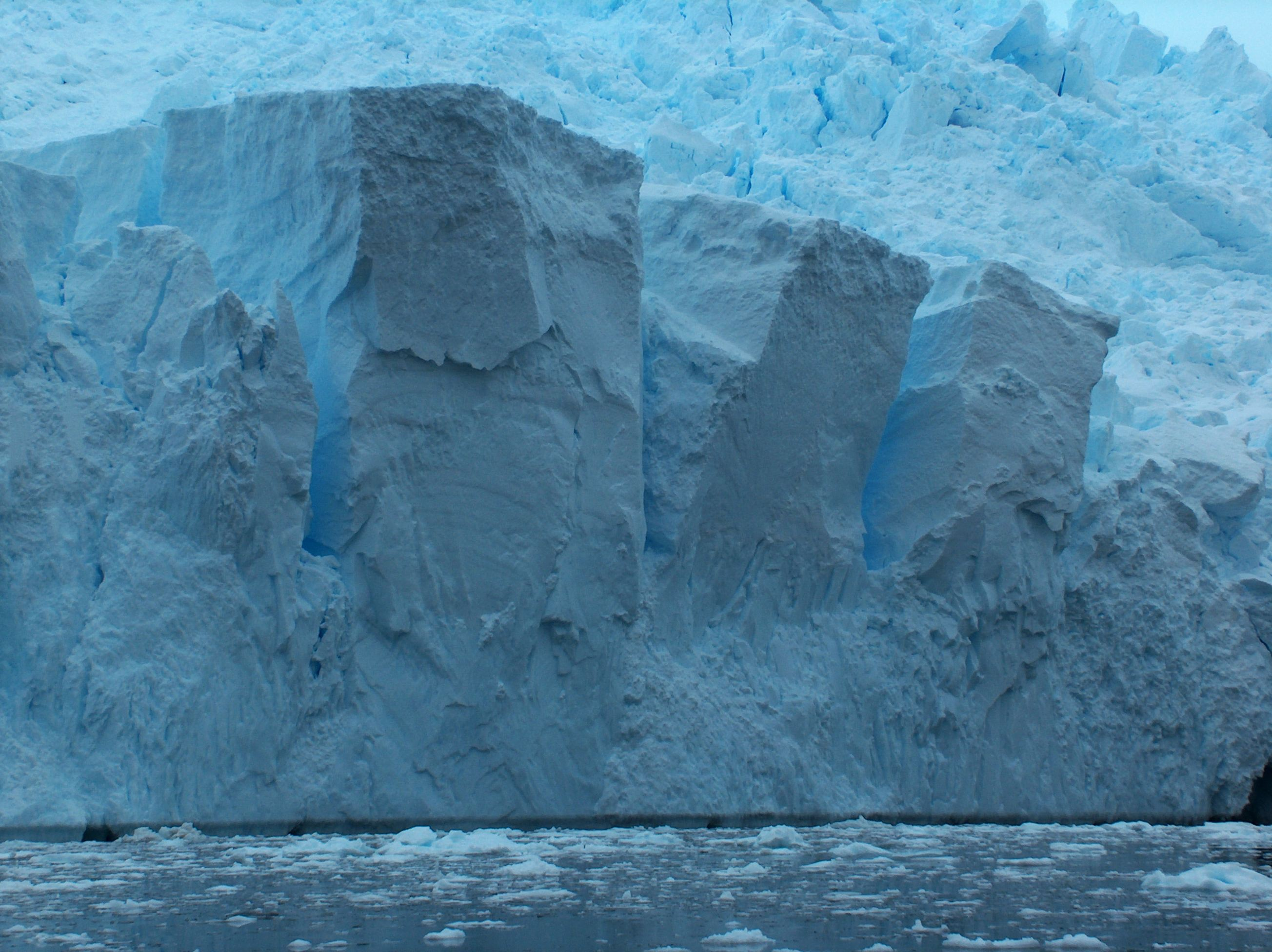
Déli jég

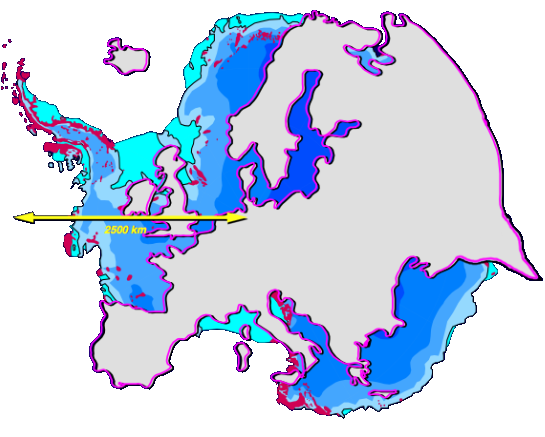
Az Antarktisz területe Európához viszonyítva

Az Antarktisz elhelyezkedése a Földön

Az Antarktisz főleg a déli sarkkörtől délre helyezkedik el. A Déli-óceán veszi körül. Két hegység húzódik rajta, melyeket a Ross-tenger és a Weddell-tenger közti földszoros választ el egymástól. A Weddell-tengertől nyugatra és a Ross-tengertől keletre levő területeket Nyugat-Antarktisznak, a másik részt Kelet-Antarktisznak nevezik. A keleti és a nyugati félgömböt a greenwichi délkörhöz viszonyítják.
Nyugat-Antarktisz az Antarktiszi-félszigetet, a félsziget melletti szigetvilágot és a Transzantarktiszi-hegységet foglalja magába. Kelet-Antarktisz hatalmas kiterjedésű pajzsterület, legnagyobb részt sík felszínű ősmasszívum.
Az Antarktisz a legjegesebb kontinens, jelenlegi legnagyobb jégvastagsága 4775 méter. Ez a jégréteg a Föld jégkészletének 90%-át, azon belül az édesvízkészlet 70%-át tartalmazza. A kontinens 98-99%-a jéggel fedett.
A kontinens jégmentes területeinek egy része sziklabukkanás, nunatak és magas hegyvonulat, nagy része azonban köves tundrával borított parti vagy partközeli oázis. Az oázisok az antarktiszi élet színterei. Ezeken a területeken, amik igen érzékenyen reagálnak a felmelegedésre, tavak képződnek, a kövek erősen aprózódnak, mállanak és talajképződés indul meg. Az oázisok egy része csak alig néhány évtizede képződött, de sok közülük már a holocén korszak elején létrejött.

## Éghajlata
Belső területeinek átlaghőmérséklete télen –40 °C és –70 °C között alakul, míg nyáron –15 °C és –35 °C között mozog, tehát szélsőségesen hideg. A part mentén enyhébb a hőmérséklet, télen –15 °C és –32 °C, nyáron –5 °C és +5 °C közötti.
A katabatikus szelek vagy lavinaszelek néhány melegebb nap után a parti és a belső területek közötti nyomáskülönbséget kiegyenlítve hatalmas energiával zúdulnak a tenger felé. Sebességük elérheti akár a 320 km/h-s értéket is.

### A globális felmelegedés hatásai az Antarktiszra

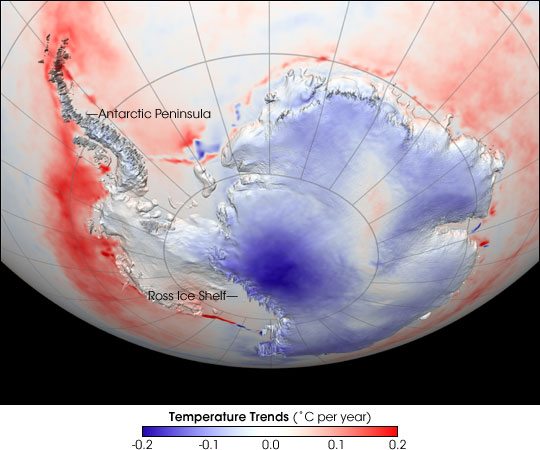
Antarktisz területének hőmérséklet-változása

Napjainkban a globális felmelegedés miatt a jégtömb fölött nagy magasságban mért levegőhőmérsékletek gyorsabban emelkednek, mint bárhol máshol a Földön. Ennek eredménye, hogy Kelet-Antarktisz teljes mennyisége csökken, gleccsereinek 85%-a gyorsabban folyik a tenger felé.

## Élővilága

### Állatvilága
A Déli-sarkvidék állatai a pingvinek, valamint az összes világtengerben előforduló fókák. A bálnák száma szintén említésre méltó.
A 7 antarktiszi pingvinfaj közül 6 csak a költés idején tartózkodik itt, a többi időt máshol töltik. A császárpingvin (Aptenodytes forsteri), a Föld legnagyobb pingvinfaja azonban mindig itt marad. A tojó által lerakott egyetlen tojást a hím költi ki a tél folyamán, eközben egyáltalán nem táplálkozik.
A tengeráramlatok által felkavarodott vízben a tengerfenékre leülepedett ásványi sók a felszínre emelkednek, és számtalan parányi alga – a kovamoszatok – kialakulásának kedveznek. A déli-sarki vizek nagyszámú lakója ezekkel táplálkozik. Világítórákok (krill) milliárdjai táplálkoznak kovamoszattal, a rákokat pedig a bálnák, a rákevő fóka, pingvinek, halak és lábasfejűek fogyasztják. Az összetett tápláléklánc csúcsán az itt élő legnagyobb ragadozókat, a kardszárnyú delfint (más néven gyilkos bálnát) és a leopárdfókát találjuk.
A földrészhez tartozó György király-szigeten az éghajlathoz legsikeresebb alkalmazkodni tudó, sirály formájú, ún. kleptoparazita életmódú, zömök, erős halfarkasfélék két faja, a délsarki és az antarktiszi halfarkas telepedett meg.
A Déli-sarkvidék rovarvilága nagyon szegényes: jobbára csak néhány kétszárnyú és bogár alkotja. Az antarktiszi szigetek endemikus bogárnemei a Promecheilidae (korábbi nevén Perimylopidae) családba tartoznak, amelynek néhány faja a Falkland-szigeteken és Ausztráliában is él. E röpképtelen bogarak a tengerpartra sodródott állati és növényi maradványokat fogyasztják.

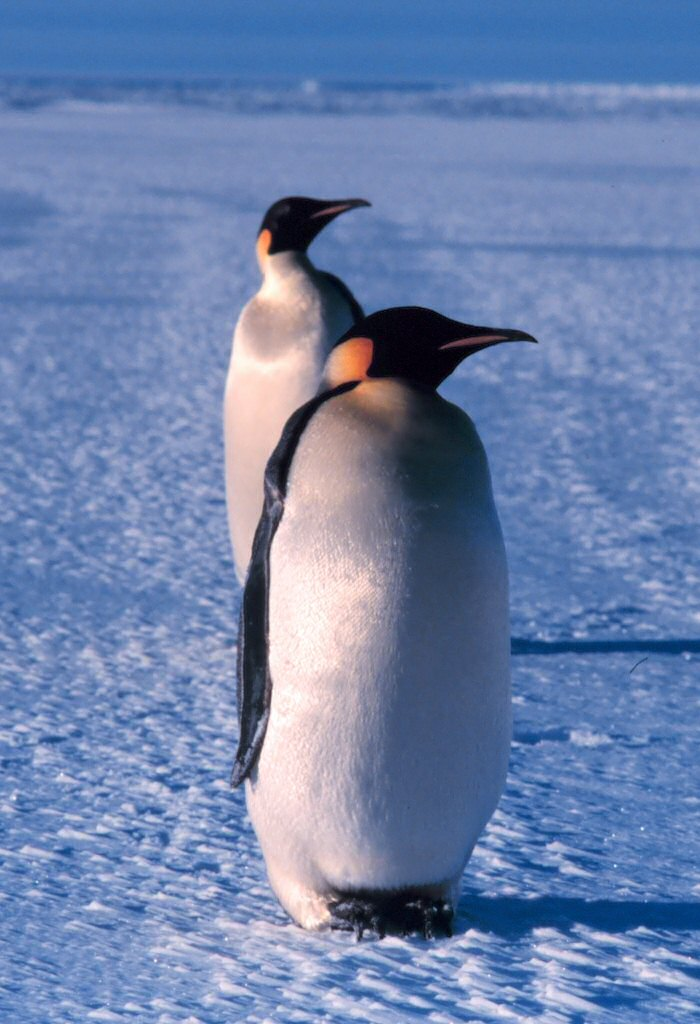
Császárpingvinek a Ross-tengeren
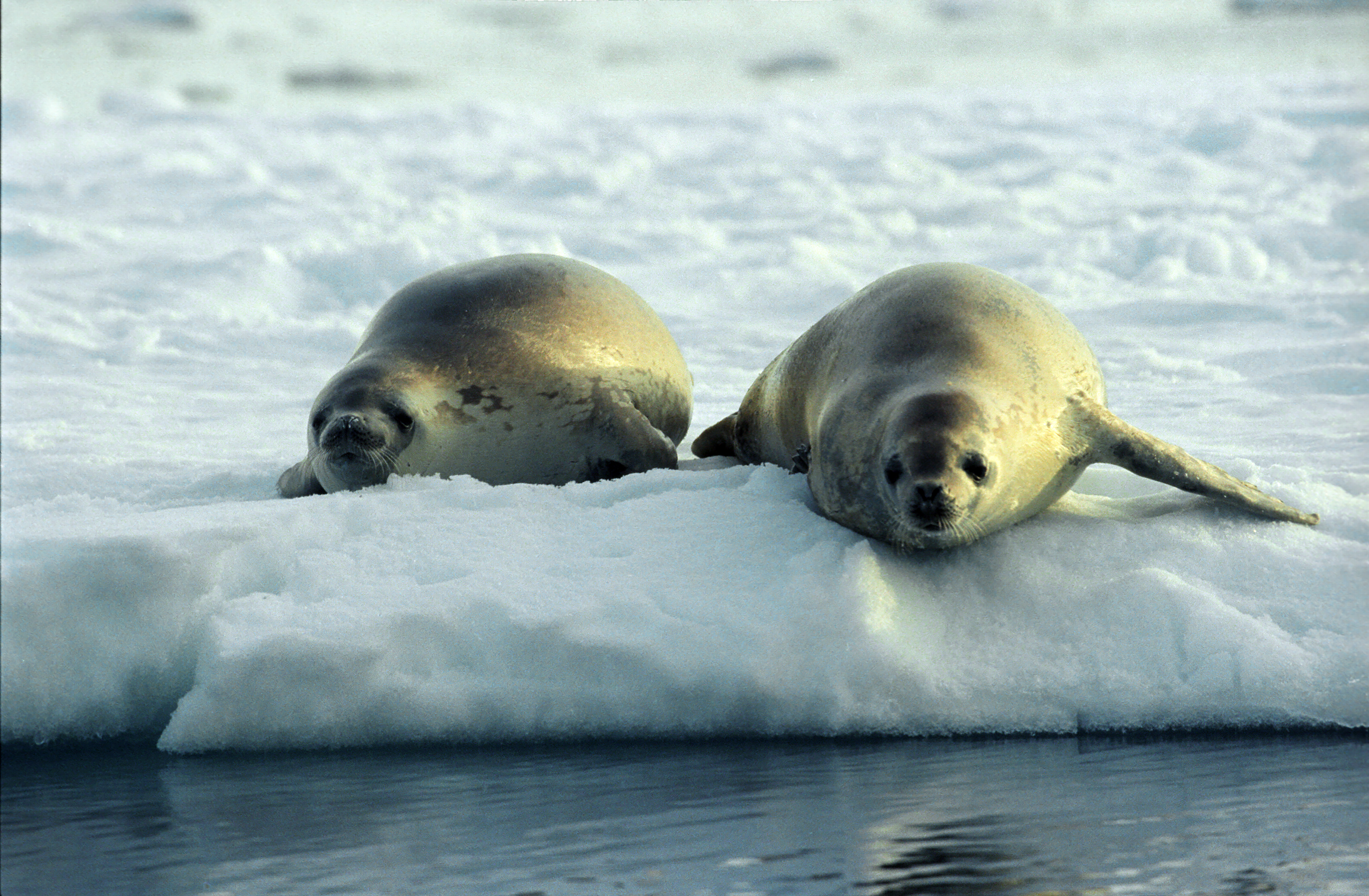
A rákevő fóka (Lobodon carcinophagus) a legnagyobb egyedszámú fókafaj a Földön
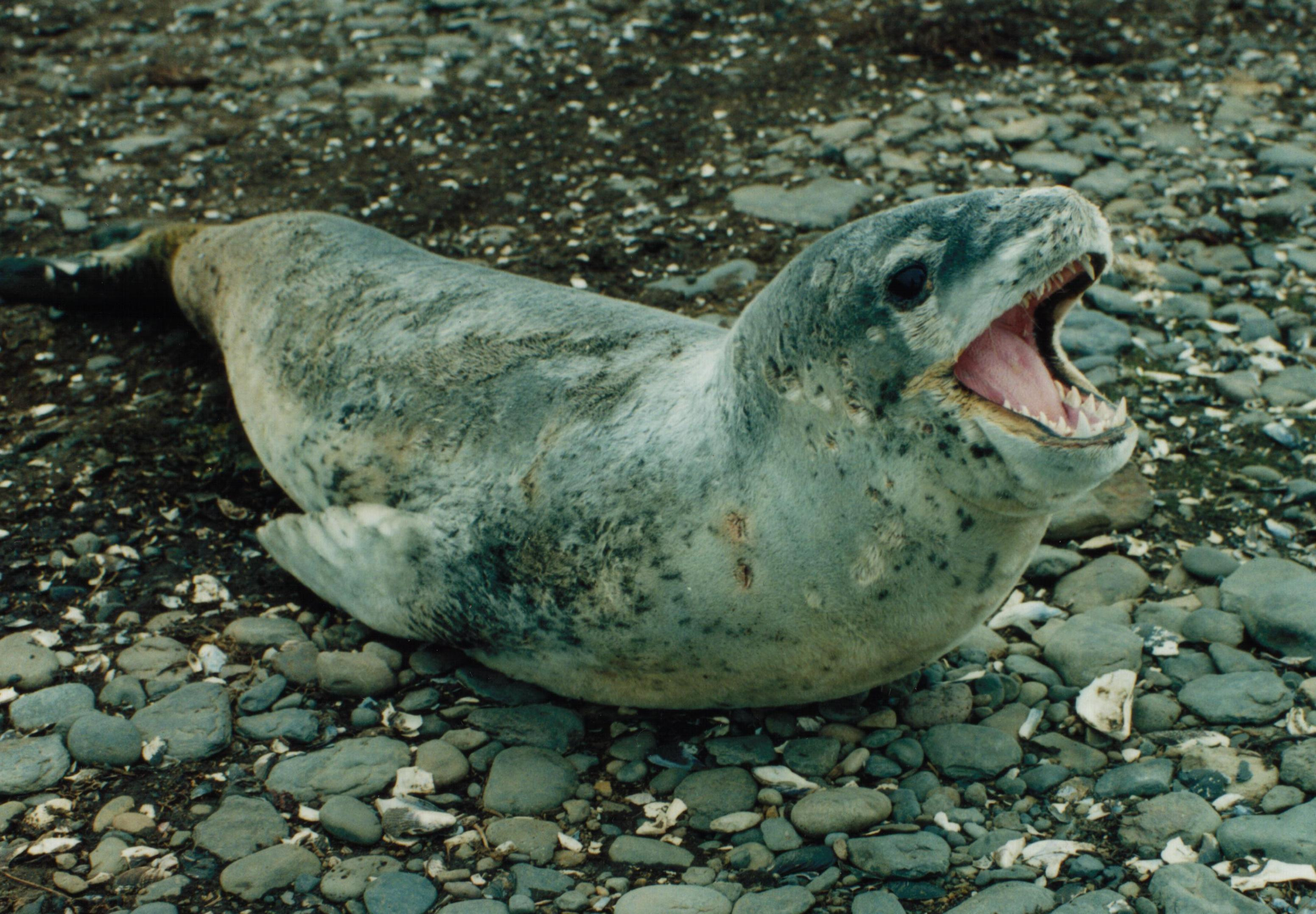
A leopárdfóka (Hydrurga leptonyx) más fókafajokat és pingvineket zsákmányol
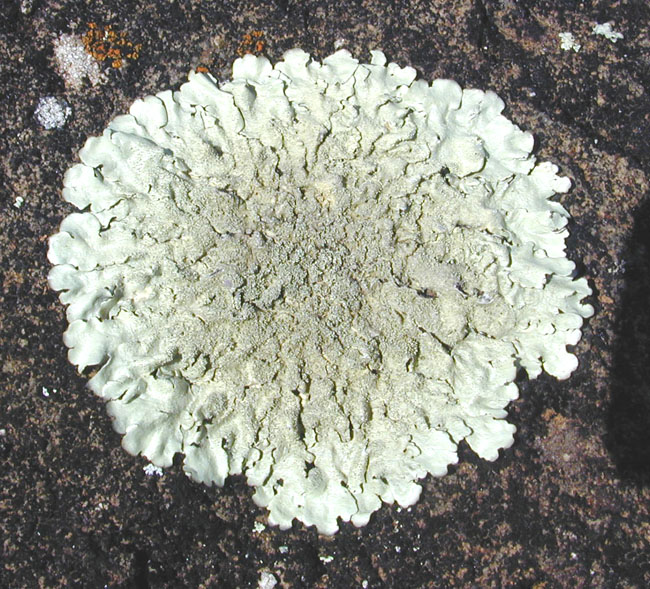
Több mint 200 ismert antarktiszi zuzmófaj van
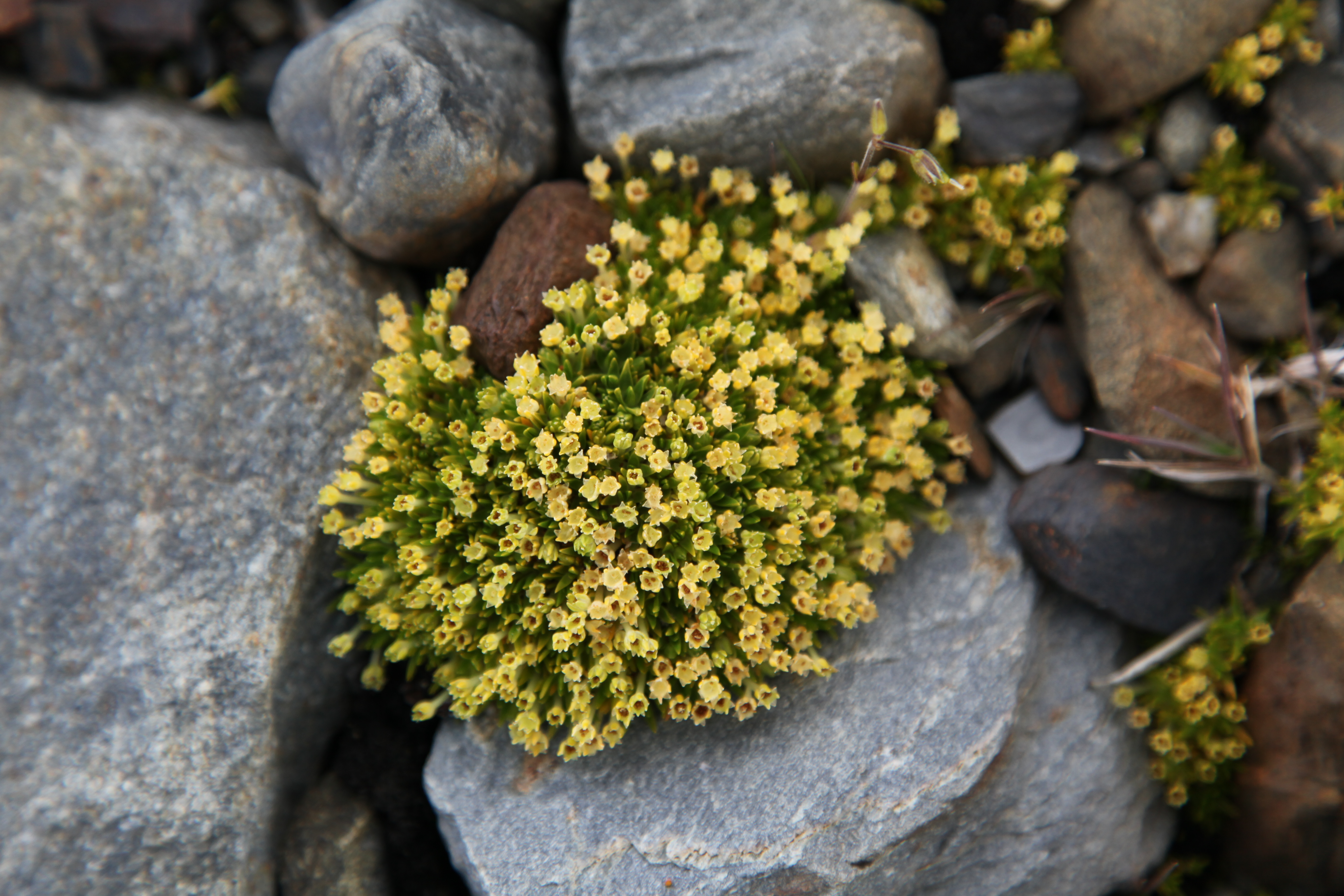
Felemásvirágú szegfű
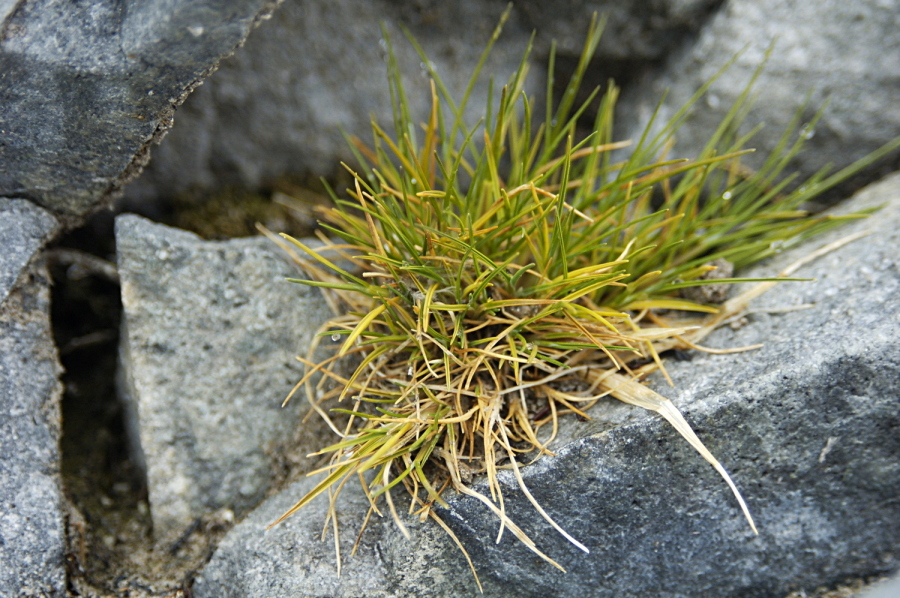
Antarktiszi sédbúza

### Növényvilága
Az Antarktiszon alig van növényi élet, kivéve egy nagyon keskeny tundrasávot. Csupán néhány epilitikus zuzmó tenyészik az enyhébb, part menti területek szikláin. A jégtakaróban néha megjelenő olvadási lyukakban hóalgák is megtelepedhetnek, de ez nem túl gyakori.
A kontinensen csak két virágos növény él: az antarktiszi sédbúza (Deschampsia antarctica) – és a felemásvirágú szegfű (Colobanthus quitensis)

## Emberi tevékenység az Antarktiszon

### Területek

#### Függő területek
| Név                                    | Az ország, amelyhez tartozik | Terület (km²) |
| -------------------------------------- | ---------------------------- | ------------- |
| Heard-sziget és McDonald-szigetek      | Ausztrália                   | 372           |
| Bouvet-sziget                          | Norvégia                     | 49            |
| Déli-Georgia és Déli-Sandwich-szigetek | Egyesült Királyság           | 3903          |
| Francia déli és antarktiszi területek  | Franciaország                | 7781          |

#### El nem ismert területi igények

El nem ismert területi igények az Antarktiszon:
Új-Zéland
Ausztrália
Franciaország
Norvégia
Egyesült Királyság
Chile
Argentína

Az Antarktiszon 7 ország, Új-Zéland, Ausztrália, Franciaország, Norvégia, az Egyesült Királyság, Chile és Argentína rendelkezik jelenleg el nem ismert területi igénnyel, ezek földrajzi elhelyezkedése és területi arányai a jobb oldali képen láthatóak.

### Az Antarktisz-egyezmény

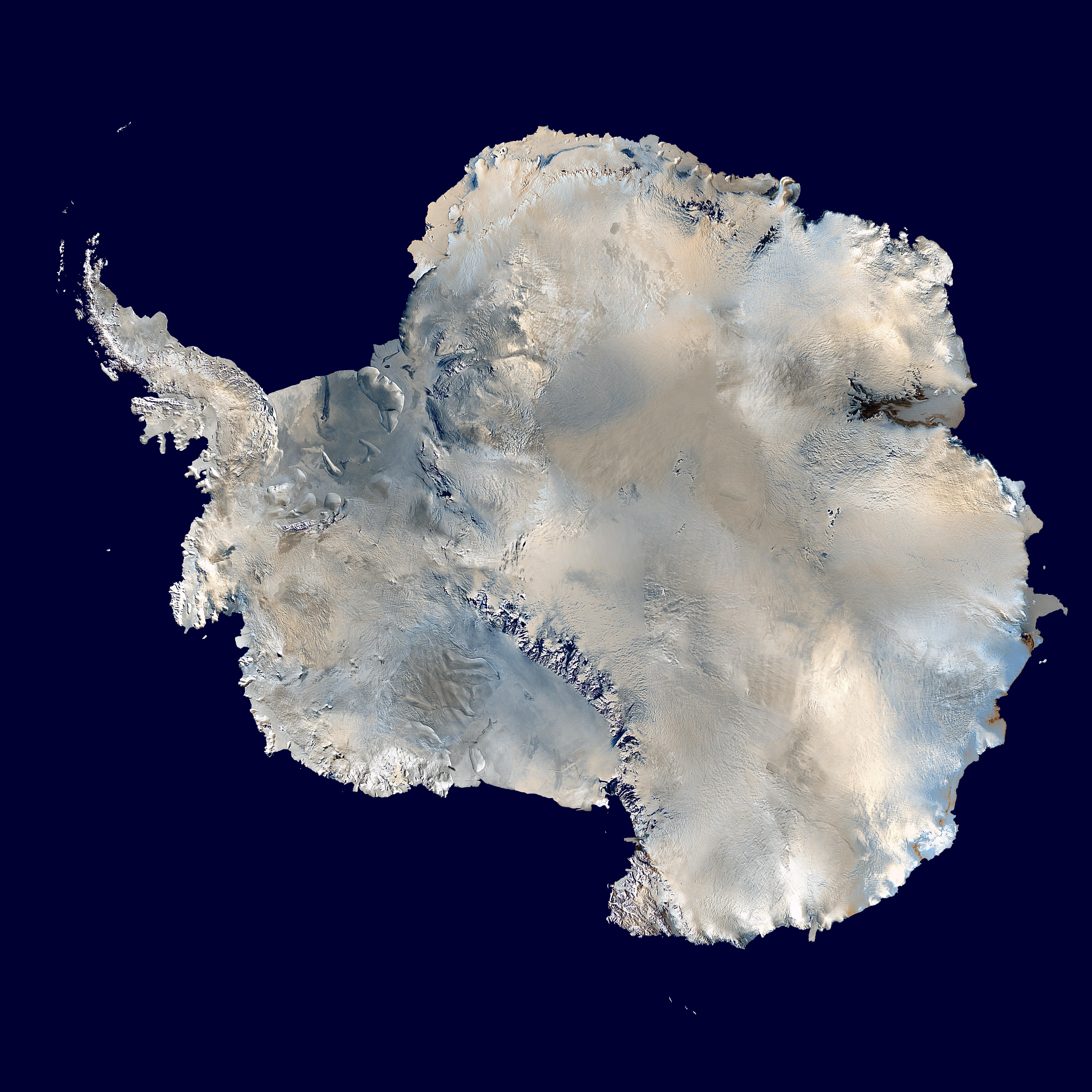
Az Antarktisz műholdképe

Az Antarktisz-egyezmény egy, a földrész közjogi státuszát meghatározó nemzetközi megállapodás, amelyet 1959. december 1-jén kötöttek 30 évre és 1961. június 13-án lépett hatályba. A megállapodás alapján bármely ország létesíthet az Antarktisz területén tudományos kutatóállomást. Tilos azonban hulladékokat, különösen nukleáris és radioaktív hulladékokat tárolni a térségben.
Magyarország 1984-ben írta alá az egyezményt.

### Kutatóállomások
Az Antarktiszon emberek csupán az időszakosan vagy állandó jelleggel működtetett kutatóbázisokon élnek. Nyáron a teljes kontinensen összesen mintegy 3000–4000 ember tartózkodik, télen azonban csak 800-1000. A legnépesebb bázis az amerikai McMurdo kutatóállomás, ami a kontinens szélén, a Ross-szigeten található, voltak olyan évtizedek, amikor az állomáson nyáron 1200 ember élt. Manapság az átlagos állomásméret nyáron 30-40, télen 10-15 fő.
Az állomások többsége a part mentén vagy valamelyik szigeten helyezkedik el, főleg az Antarktiszi-félsziget térségében, csak néhány található a szárazföld belsejében, például pontosan a földrajzi Déli-sarkon épült fel az amerikai Amundsen–Scott déli-sarki kutatóállomás, a föld déli mágneses sarkán az orosz Vosztok kutatóállomás, valamint szintén a kontinens belsejében van az angol-francia Concordia kutatóállomás.

### Kommunikáció
Antarktisz nemzetközi hívószáma +672.
A kontinensen vezeték nélküli telefonszolgáltatás épült ki. Az argentin Marambio bázison egy AMPS (Advanced Mobile Phone Service), a György király-szigeten egy GSM technológiájú adó-vevő torony található. A többi kommunikáció műholdas kapcsolat révén valósul meg.

### Katonai helyzet

Az Amerikai Egyesült Államok Antarktisz-programjának logója

Az Antarktisz-egyezmény megtiltja a katonai tevékenységet az Antarktiszon, úgymint katonai bázisok és erődítmények létrehozását, hadgyakorlatok végrehajtását és fegyverek kipróbálását. Katonai erő vagy felszerelés használata csak kutatási, vagy más békés célokra engedélyezett.
Az Amerikai Egyesült Államok hadereje bevezette az Antarktiszi Szolgálati Kitüntetést a kutatásaikat az Antarktiszon végző civilek és katonák számára. A kitüntetést, amelyet azok kaphatnak meg, akik két teljes, hat hónapos időszakot töltöttek a kontinensen, az Amerikai Egyesült Államok Kongresszusa ítéli oda.
Az egyetlen jelentősebb katonai megmozdulást, az Operación 90-et 10 évvel az Antarktisz-egyezmény aláírása előtt hajtotta végre Argentína hadereje.

### Expedíciók, kutatók, extrém sportolók
- 1911. december 14-én a norvég Roald Amundsen és csapata elsőként érte el a Déli-sarkot.
- 2010-ben két ausztrál, James Castrission és Justin Jones gyalog vágtak át a földrészen, december 31-én elérve a Déli-sarkot.[13] Az 1130 kilométeres távot 62 nap alatt tették meg.[13]

#### Magyarok, magyar kutatók az Antarktiszon

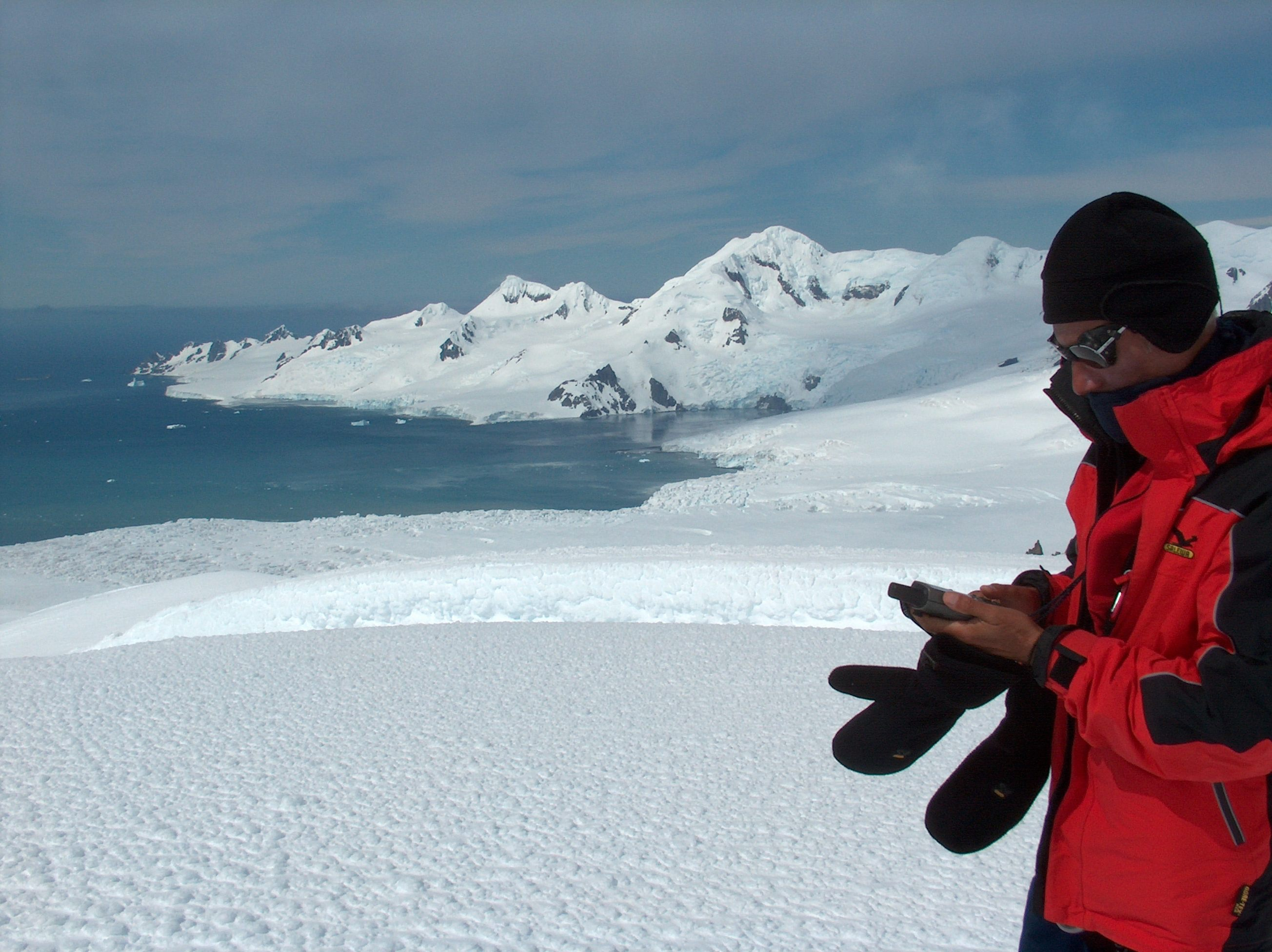
Terepmunka

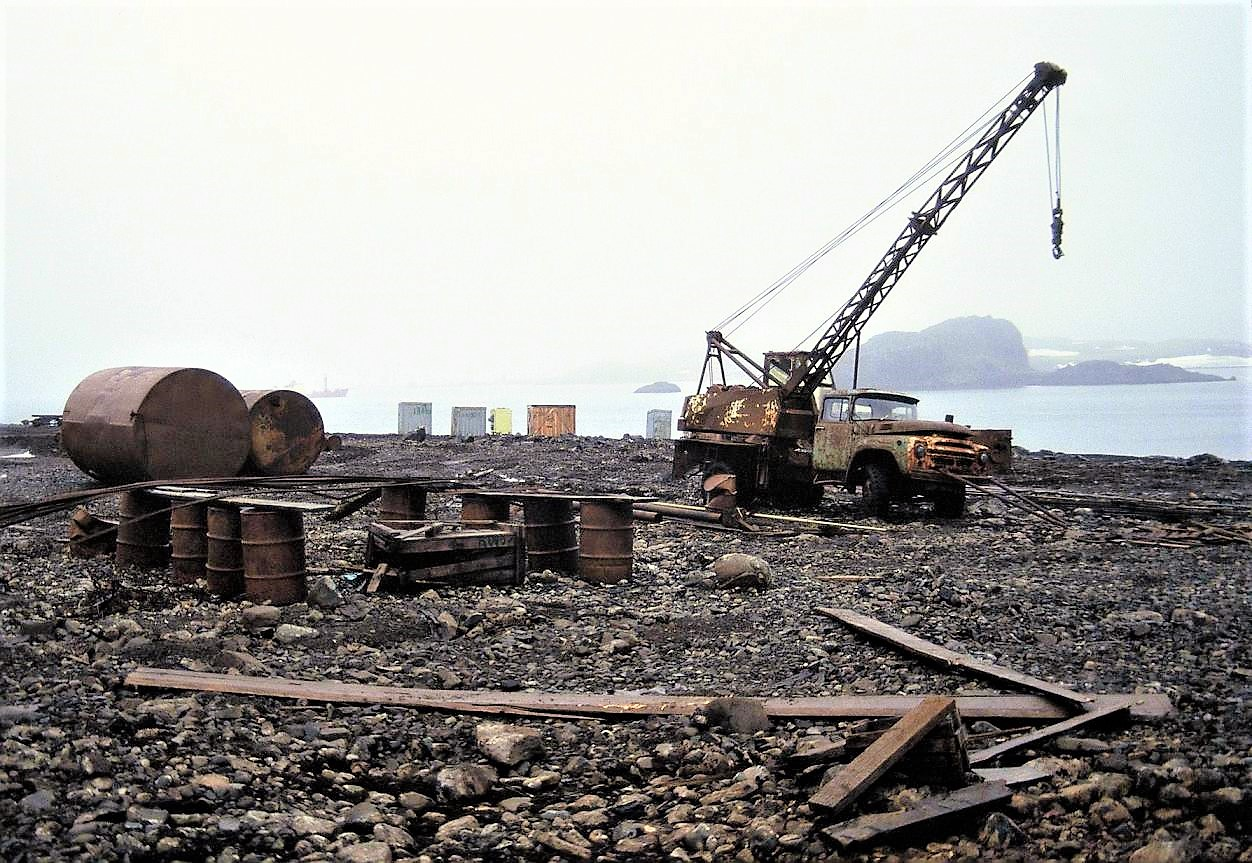
Hátrahagyott rozsdásodó hulladék és roncsok a György király-szigeten

- 1957-ben Fazekas István meteorológus az amerikai Amundsen–Scott kutatóállomáson, Bolza Alfonz pedig az ausztrál Mawson állomáson dolgozott.
- 1958–1963 között Boda János orvos egy ausztrál program résztvevőjeként dolgozott az Antarktiszon.
- 1964-ben Titkos Ervin meteorológus egy évet töltött a szovjet Mirnij kutatóállomáson.
- 1965-ben Hirling György meteorológus folytatta megfigyeléseit.
- 1966-ban Barát József meteorológus a szovjet Mirnijen, Pintér István geofizikus pedig a szovjet Novolazarevszkaja állomáson dolgozott.
- 1968–1969-ben Rockenbauer Pál és Szabados Tamás a Magyar Televízió megbízásából filmet forgatott a szovjet Mirnij, Vosztok és Bellingshausen állomáson.
- 1971-ben Vissy Károly meteorológus egy szovjet tengeri expedíció tagja volt.
- 1975-ben Farkas Edit meteorológus, ózonkutató két hetet töltött a Ross-szigeti Scott és McMurdo kutatóállomáson.
- 1978-ban Pándi Ferenc meteorológus a 23. szovjet expedíció résztvevője volt. Õ volt az első magyar, aki áttelelt a kontinensen.
- 1983-ban Farkas Sándor Dornier Do 228-as Polár 2 nevű tudományos munkát végző különleges repülő laboratóriumával első magyar pilótaként részt vett az Alfred Wegener Intézet Antarktiszi expedícióján, a Polarstern kutatóhajón és a német Neumayer I kutatóállomáson tartózkodva, közben gépével az Antarktisz fölött repülve sokszor nagyon nehéz időjárási helyzetekben radarberendezéssel jégviszonyokat, a jég hasadékait mérték és speciális kamerákkal készítettek térképészeti felvételeket.
- 1990-es években Oszkó László geofizikus a német sarkvidéki tengeri kutatóutak résztvevője volt.
- 1998-ban Nagy Balázs geográfus a György király-szigeten, a lengyel Arctowski állomáson töltött egy nyarat.
- 1999–2000-ben Papp Éva geofizikus töltött egy nyarat az ausztrál Macquarie Island, Casey Station, Wilkes Station környéki kutatásokkal, az ausztrál expedició tagjaként (Australian National Antarctic Research Expeditions).
- 2003-ban "Fagyos Oázis Kutató és Filmes Expedíció" – az első, önálló magyar szervezésű Antarktisz-expedíció a Déli-Shetland-szigetekhez tartozó György király-szigeten dolgozott. A három hónapos kutató és filmes expedíció tagjai voltak: Bugya Éva, Fiar Sándor, Illyés Péter,  Nagy Balázs, Nemes Veronika, Molnár Attila Dávid és Tóth Zsolt Marcell.[14]
- 2005-ben Nagy Balázs és Bugya Éva geográfusok a György király-szigeten, a dél-koreai King Sejonng állomáson dolgoztak.[15]
- 2005–2006-ban Lichtenberger János fizikus a dél-afrikai SANAE-IV állomáson dolgozott
- 2009-ben Pécskay Zoltán debreceni geofizikus a lengyel Arctowski állomáson dolgozott a György király-szigeten
- 2016 november – 2017 március között Geréb Gábor a brit Halley VI állomáson villamosmérnökként dolgozott. A 18 hónapra tervezett kutatási projektet megszakították, az állomást a Brunt jégselfen megjelent repedések miatt télre evakuálták.[16][17]
- 2016 december – 2018 február között az ELTE-n fizikusként végzett baranyai születésű Jurányi Zsófia a német Neumayer III állomáson légkörkémikusként dolgozik.[18]

## Antarktiszi földrajzi nevek nyelv szerint

### Magyar földrajzi nevek az Antarktiszon
- Bartók-gleccser az I. Sándor-szigeten
- Liszt-csúcs az I. Sándor-szigeten
- Liszt-gleccser a SANAE állomás közelében
- Boda-hegy az Enderby-földön

### Bolgár eredetű nevek az Antarktiszon

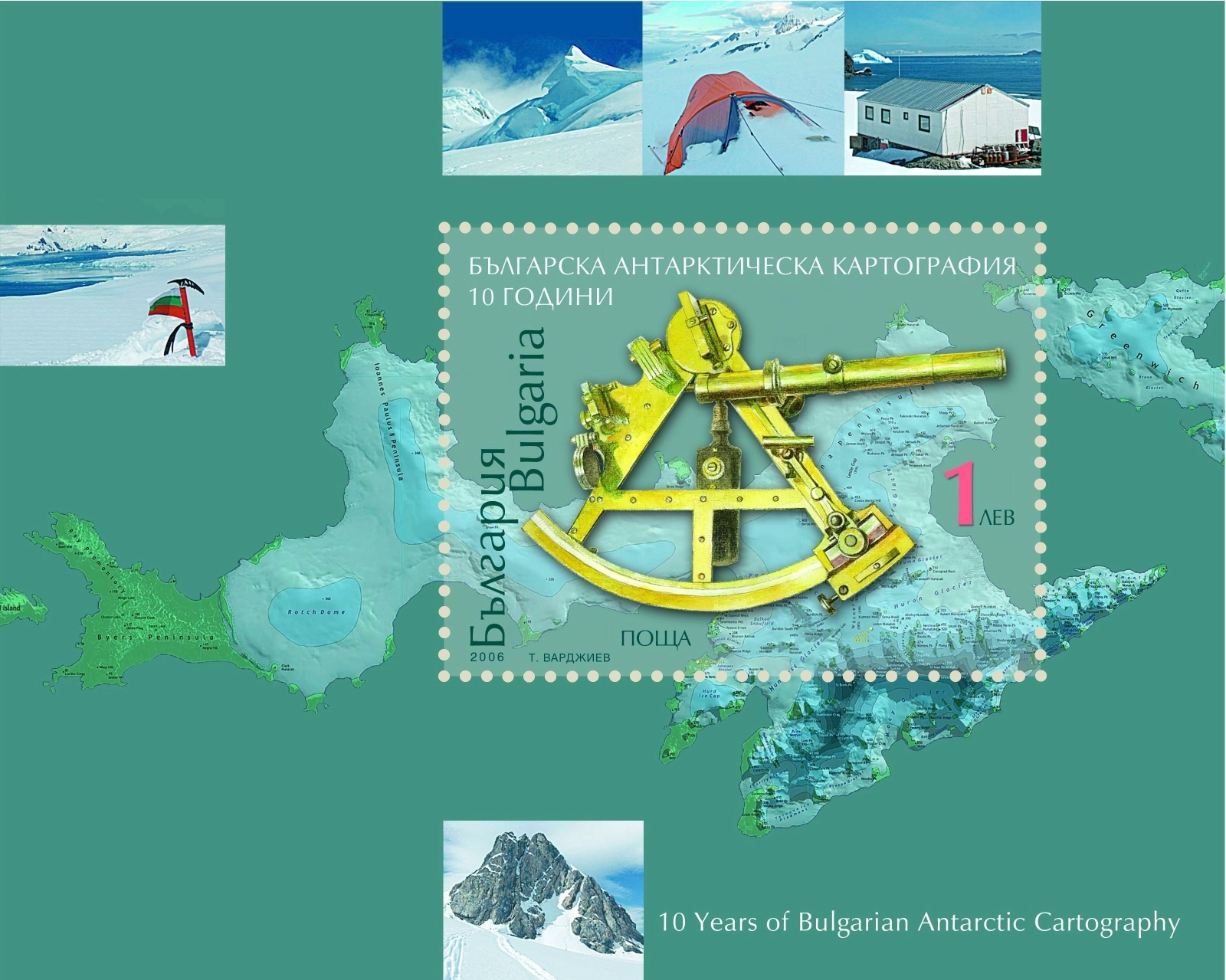
Antarktisz filatélia

Itt csak azok a helyek szerepelnek, melyeknek van külön cikke a Wikipédiában:
A Déli-Shetland-szigetekhez tartozó Livingston-szigeten:
- Aszparuh-csúcs
- Ongal-csúcs
- Tangra-hegység
- Tervel-csúcs
- Zagore-tengerpart

## Ajánlott irodalom
- Gruber László: Ausztrália, Óceánia és az Antarktisz természeti földrajza, Dialóg Campus Kiadó, 2003 ISBN 963-9310-98-0
- Roland Huntford: Scott és Amundsen. Versenyben a Déli-sarkért, Park Könyvkiadó, 2003 Fordította: Széky János ISBN 963-530-638-5